# 五家乡
五家乡，是中华人民共和国甘肃省临夏回族自治州东乡族自治县下辖的一个乡镇级行政单位。

## 行政区划
五家乡下辖以下地区：
上庄村、下庄村、卡家村、努土坪村、塔户村、尹家村、牛沟村、马阴村、马场村和五家沟村。